# Silva Freire
Benedito Santana da Silva Freire  (Santo Antônio de Leverger, 20 de setembro de 1928 – Cuiabá, 11 de agosto de 1991), foi um advogado, professor e poeta brasileiro.
Nascido em Porto de Fora, vila próximo ao distrito de Mimoso no município de Santo Antônio de Leverger, sendo conterrâneo do Marechal Cândido Rondon, Silva Freire foi vendedor de doces que sua mãe fazia. Mudou-se para o Rio de Janeiro onde se formou em Direito, foi advogado e professor na Faculdade de Direito da Universidade Federal de Mato Grosso (UFMT) sendo um dos fundadores da faculdade e ocupou a cadeira nº 38 da Academia Mato-grossense de Letras (AML-MT).
Foi presidente da UNE nos tempos quando a entidade tinha como política a promoção da criação e resgate intenso da identidade multicultural Latino-Americana e convivência dos estudantes às realidades das favelas, presídios, campos, sertões, florestas, indígenas, sem teto, sem terra, sem dignidade, sem projeto de nação de país.
Foi preso pela ditadura, sofrendo tolhida de palavra, algo triste para um poeta. Foi candidato a vice-prefeito de Cuiabá em 1985, na chapa do ex-reitor da UFMT, Gabriel Novis Neves.
Destacou-se ainda como advogado criminalista, sendo antológicas suas atuações nos tribunais de júri, sempre pautado no vasto conhecimento jurídico e no destacado domínio da oratória.
Sua morte se deu no tempo em que os festivais de estímulo a criação cultural entraram em declínio, com o domínio da Cultura pela Indústria Cultural. Antes de sua morte ainda existiam festivais populares como o FLAMP na UFMT.
Recebeu diversas homenagens, entre elas, a homenagem do Univag - Centro Universitário de Várzea Grande, em Mato Grosso, e que deu o nome deste intelectual à sua biblioteca.
Hoje é um poeta reverenciado em seu estado natal, Mato Grosso, mas um poeta pouco conhecido no Brasil.
Entre suas principais obras
- Meu Chão;
- Pássaro Implume;
- Campus de Universidade;
- As Redes;
- Os Meninos de São Benedito;
- Águas de Visitação;
- Trilogia Cuiabana, publicada em 1991